# Aspskinn
Aspskinn (Conferticium ravum) är en svampart som först beskrevs av Edward Angus Burt, och fick sitt nu gällande namn av Ginns & G.W. Freeman 1994. Aspskinn ingår i släktet Conferticium och familjen Stereaceae.  Arten är reproducerande i Sverige. Inga underarter finns listade i Catalogue of Life.